# Ipameri
Ipameri es un municipio de Brasil situado en el estado de Goiás. Tiene una población estimada, en 2021, de 27 365 habitantes.
Tiene una superficie de 4382.86 km² y está situado a 198 kilómetros de Goiânia.
Limita con los municipios de Caldas Novas, Campo Alegre, Catalão, Corumbaíba, Cristalina, Goiandira, Luziânia, Nova Aurora, Orizona, Pires do Rio y Urutaí.

## Historia
El municipio se fundó el 12 de septiembre de 1870 y su historia esta íntimamente ligada al paso del ferrocarril que atraviesa la ciudad desde principios del siglo XX .

## Economía
La economía del municipio se basa en la ganadería y la agricultura.También es importante el comercio y está en un proceso de industrialización (agroindustrias) .
- PIB : R$ 1.825.160 (x 1000) IBGE/2020[2]
- Renta per cápita: R$ 67.165,71 IBGE/2020[1]

En el año 2005 la producción agropecuaria fue la siguiente :[cita requerida]
| Bovinos                                                      | 178.000 cabezas   |
| Porcinos                                                     | 15.700 cabezas    |
| Equinos                                                      | 2.700 toneladas   |
| Gallinas                                                     | 21.000 cabezas    |
| Pollos                                                       | 700.000 cabezas   |
| Docenas de huevos                                            | 28.300            |
| Vacas ordeñadas                                              | 36.700 cabezas    |
| Litros de leche por ano                                      | 167.000.000       |
| Algodón                                                      | 23.325 toneladas  |
| Arroz                                                        | 6.000 toneladas   |
| Batata                                                       | 28.000 toneladas  |
| Caña                                                         | 127.000 toneladas |
| Habas                                                        | 5.700 toneladas   |
| Mandioca                                                     | 4.500 toneladas   |
| Maíz                                                         | 97.200 toneladas  |
| Soja                                                         | 134.400 toneladas |
| Sorgo                                                        | 8.000 toneladas   |
| Tomate                                                       | 6.975 toneladas   |
| Trigo                                                        | 2.115 toneladas   |
| Principales productos agropecuarios de Ipameri IBGE en 2005. |                   |